# Internationale handel

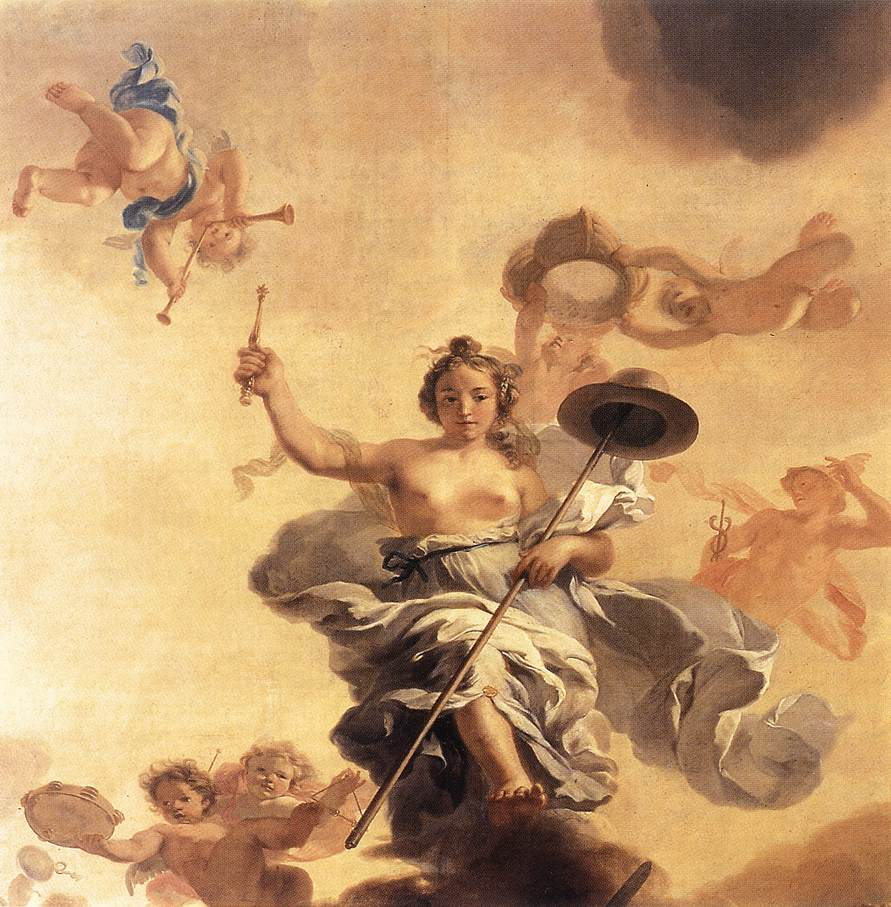
Allegorie van de vrijheid van handel, 1672 door Gerard de Lairesse

Internationale handel of wereldhandel is de handel tussen landen. Het verkopen van producten aan het buitenland is export of uitvoer, het kopen van producten koopt uit het buitenland is import of invoer. De internationale handel vindt plaats op de wereldmarkt.

## Import (invoer)
Redenen om in te voeren zijn:
- een land heeft te weinig grondstoffen
- een land bezit onvoldoende technische kennis om bepaalde goederen te produceren
- de ingevoerde goederen ontbreken op de binnenlandse markt
- de ingevoerde goederen zijn van betere kwaliteit
- de goederen worden in eigen land te duur geproduceerd, bv. wegens hoge loonkosten of gebrek aan scholing of
- de goederen worden in het buitenland te goedkoop geproduceerd, bijvoorbeeld door aanwending van kinderarbeid of door onderbetaling en gevaarlijke werkomstandigheden.

## Export (uitvoer)
Redenen om uit te voeren zijn:
- een grotere afzetmarkt
- behalen van schaalvoordelen waardoor eigen producten goedkoper geproduceerd worden en dus aantrekkelijk zijn om uit te voeren
- problemen met de betalingsbalans of zelfs een valutacrisis te voorkomen.

## Discrepantie tussen data
Tussen de data van organisaties die statistieken bijhouden van de internationale handel bestaan grote verschillen, zowel onderling als tussen import en export. Belangrijke instituten op dit gebied zijn:
- Wereldbank[1]
- Internationaal Monetair Fonds (IMF)[2]
- Wereldhandelsorganisatie (WTO)[3]
- UN Comtrade[4]
- United Nations Conference on Trade and Development (UNCTAD)[5]
- Eurostat[6]
- Organisatie voor Economische Samenwerking en Ontwikkeling (OECD)[7]

Daarnaast zijn er instellingen die deze data combineren en verder analyseren met onder meer het zwaartekrachtmodel van de bilaterale handel:
- Correlates of War (COW)[8]
- National Bureau of Economic Research (NBER)[9]
- Centre d'Etudes Prospectives et d'Informations Internationales (CEPII)[10]

De verschillen kunnen dusdanig groot worden dat deze elk een heel ander verhaal vertellen, zoals blijkt uit een analyse van Our World in Data (OWID).

### Verschillende methodes
Er worden verschillende data gebruikt om de internationale handel te achterhalen. Een methode is het gebruik van douanegegevens, eventueel aangevuld met belastinggegevens en onderzoek naar bedrijven. Hiervoor zijn richtlijnen gegeven in het International Merchandise Trade Statistics Manual (IMTS).
Een tweede methode maakt gebruik van nationale rekeningen en andere macro-economische gegevens. De richtlijnen voor deze methode staan in het Balance of Payments and International Investment Position Manual (BPM6). Deze methode gaat uit van eigendom, zodat van grondstof of halffabricaat die vanuit land A wordt geëxporteerd, in land B tot eindproduct wordt verwerkt dat weer door land A wordt geïmporteerd, alleen de toegevoegde waarde wordt meegeteld.
In beide methodes worden traded merchandise en traded goods onderscheiden. Doorvoerhandel wordt in het eerste geval niet en in het tweede geval wel meegeteld.
Naast deze methodieken zijn er nog eigen benaderingen die enigszins afwijken, zoals de Compilers guide on European statistics on international trade in goods.

### Verschillen in uitvoering
Zelfs bij het gebruik van dezelfde methodiek ontstaan verschillen door verschillen in de uitvoering van die methodiek. Zo moeten in- en uitvoer volgens BPM6 worden opgenomen in de betalingsbalans op basis van free on board (FOB), de kosten van een product inclusief de transportkosten tot in de laadhaven, plus laadkosten. Voor invoer gebruiken veel landen echter cost, insurance and freight (CIF), de kosten tot aan de loshaven. Hoewel de wereldwijde uitvoer gelijk zou moeten zijn aan de invoer, is die laatste op die manier veelal hoger.
| Verschil in de waarde tussen goederen geëxporteerd naar de VS en goederen geïmporteerd in de VS in 2016                                                                                                   |
| --- |
| Vanwege een beveiligingsprobleem met de MediaWiki Graph-software is het momenteel niet mogelijk deze grafiek weer te geven. Zodra de software is bijgewerkt zal de grafiek vanzelf weer zichtbaar worden. |

Desondanks komt het echter ook voor dat de invoer van een land lager is dan de uitvoer naar dat land. Dit kan optreden doordat het bij complexere productieprocessen onvoldoende duidelijk is wat het land van oorsprong is, het land waarin de laatste of belangrijkste fase van productie plaatsvindt. Deze kan dan verward worden met de plaats van herkomst, daar waar het volgens de aanduiding van afkomstig is, maar wat niet het land van oorsprong is. Ook is de eindbestemming niet altijd duidelijk.
Daarnaast zijn er verschillen in douane- en belastingregels, zoals in de Europese Unie bij het onderscheid tussen een algemene handelssysteem en een speciaal handelssysteem. In het laatste geval worden douane-entrepots en vrije zones niet meegeteld, in het eerste geval wel.
Ook verschillen in gebruikte wisselkoersen, de tijd van opname, vertrouwelijkheidszaken, bewuste foutieve facturatie en productclassificatie spelen een rol.
Met de Balanced International Merchandise Trade Statistics probeert de OECD deze verschillen te corrigeren, maar deze database gaat slechts terug tot 2011.

## Publicaties
- Jacob Anton De Haas. Foreign trade and shipping, New York, Alexander Hamilton institute, 1919.
- Jacob Anton De Haas. Foreign trade organization. 1919.